# إيما ماكوين
إيما ماكوين (3 فبراير 1964 - 24 نوفمبر 1993  ) عاملة إغاثة بريطانية في السودان تزوجت من القائد العسكري والسياسي رياك مشار، توفيت أثر حادث مروري في نيروبي.

## حياتها
ولدت ماكوين في ولاية آسام في الهند في  3 فبراير سنة 1964، التحقت بمدرسة الدراسات الشرقية والأفريقية بجامعة لندن.

### السوادن
ذهبت ماكوين إلى السودان الذي كان يعاني من الحرب في عام 1987 عندما كانت تبلغ من العمر 23 عامًا للتدريس في المنظمة البريطانية للخدمات التطوعية في الخارج، وعادت إلى إنجلترا في عام 1988، ثم عادت ماكيون الي السودان مرة أخرى في عام 1989 للعمل في منظمة ستريت كيدز إنترناشونال وهي منظمة غير حكومية مقرها كندا مموله من منظمة اليونيسف ، والتي أسست أكثر من 100 مدرسة قروية في جنوب السودان، أمضت ماكوين جزءًا كبيرًا من أواخر الثمانينيات في الجنوب وسط الحرب والمجاعة.

### رياك مشار
التقت برياك مشار في جنوب السودان، وهو ثاني أحد القادة البارزين الحركة الشعبية لتحرير السودان المقاتلة آنذاك، انجذبا وتزوجها، الذي كان له زوجة بالفعل، عاشت مع مشار في أشد أوقات الحرب إشتداد عندما أنفصل وقواته عن قائد الحركة الشعبية لتحرير السودان حينها جون قرنق ، انتقلت إلى كينيا بعد أن حملت منه، وماتت هي حامل بطفلها في الشهر الخامس إثر حادث سيارة في نيروبي.

## كتب عنها
نشرت والدة إيما ، ماجي ماكيون ، قصتها بعنوان : حتي تبرد الشمس، Till the Sun Grows Cold.
كتبت عنها الصحفية الأمريكية ديبورا سكروجينز كتاباً بعنوان حرب إيما.

## تأثيرها
أنقذت إيما أكثر من 150 من أطفال الحرب في السودان وكان من ضمنهم فنان الهيب هوب إيمانويل جال وهو عنوان أغنيته "إيما ماكوين" في ألبومه "طفل الحرب" الذي انتجه في العام 2008.